# Sonic Lost World
Sonic Lost World (ソニック ロストワールド, Sonikku Rosuto Wārudo) é um jogo eletrônico de plataforma da série Sonic the Hedgehog, desenvolvido pela Sonic Team e lançado em versões distintas para Wii U e Nintendo 3DS - esta última co-desenvolvida pela Dimps - em outubro de 2013. Foi publicado pela Nintendo na Europa e na Austrália e pela Sega no Japão e na América do Norte.
Em outubro de 2015, foi anunciado o lançamento da versão de Wii U para o Steam para novembro do mesmo ano. A pré-venda incluiu gratuitamente o jogo Sonic & All-Stars Racing Transformed.

## Jogabilidade
O jogo conta com seções em 2D e 3D como a maioria dos jogos da série, e, desta vez, para controlar a velocidade de Sonic, deve pressionar o "Stick Control" em qualquer direção irá andar e correr. Para correr a toda a velocidade de Sonic, você deve segurar ambos os botões de disparo na parte superior do seu game pad, o que fará com que Sonic faça o Spin Dash e outros movimentos.
A versão portátil também conta com seções 2D e 3D.

## Enredo
Sonic estava perseguindo Eggman para resgatar os animais que estavam dentro de uma cápsula, só que Eggman atira no Tornado de Tails, e eles caem no planeta chamado Lost Hex. Agora, Sonic precisa descobrir o que está acontecendo nesse planeta misterioso e descobrir o que Eggman planeja.

## Desenvolvimento
A marca do título Sonic Lost World foi registrada pela Sega, em maio de 2013, e tal registro é mostrado pelo site Siliconera desde 16 de maio de 2013. O jogo foi anunciado como parte de uma parceria exclusiva entre a Sega e a Nintendo para a série Sonic the Hedgehog. Este foi um dos três jogos nesta parceria, sendo os outros Mario & Sonic at the Sochi 2014 Olympic Winter Games para a série Mario & Sonic, e Sonic Boom, jogo baseado na série animada homônima que seria anunciado em 2014. Sega informou que mais informações sobre o jogo iriam ser reveladas antes da E3 2013.

## Recepção
| Aggregator | Score                                   |
| ---------- | --------------------------------------- |
| Metacritic | 63/100 (Wii U) 59/100 (3DS) 57/100 (PC) |

| Publication                | Score                                                                      |
| -------------------------- | -------------------------------------------------------------------------- |
| Computer and Video Games   | 7/10                                                                       |
| Destructoid                | 7.5/10                                                                     |
| Edge                       | 4/10                                                                       |
| Electronic Gaming Monthly  | 6.5/10                                                                     |
| Eurogamer                  | 4/10 (UK/Benelux) 8/10 (Germany) 9/10 (Italy) 7/10 (Portugal) 6/10 (Spain) |
| Famitsu                    | 36/40 (Wii U) 34/40 (3DS)                                                  |
| Game Informer              | 5/10                                                                       |
| GameRevolution             | [ 28 ] [ 29 ]                                                              |
| GameSpot                   | 5/10                                                                       |
| GamesRadar+                | (Wii U) (3DS)                                                              |
| GamesTM                    | 6/10 (Wii U) 4/10 (3DS)                                                    |
| GameTrailers               | 7.6/10                                                                     |
| IGN                        | 5.8/10 (Wii U) 6.8/10 (3DS) 8/10 (Italy)                                   |
| Joystiq                    |                                                                            |
| Nintendo Life              | (Wii U) (3DS)                                                              |
| Nintendo World Report      | 9/10 (Wii U) 5.5/10 (3DS)                                                  |
| Official Nintendo Magazine | 80% (Wii U) 79% (3DS)                                                      |
| Polygon                    | 6/10 (Wii U) 4/10 (3DS)                                                    |
| VideoGamer.com             | 5/10                                                                       |
| Empire                     | [ 46 ]                                                                     |
| Metro (UK)                 | 4/10                                                                       |

Sonic Lost World recebeu críticas "mistas ou médias", de acordo com o agregador de análises de videogames Metacritic .   
A apresentação do jogo foi bem recebida. Chris Plante ( Polygon ) elogiou o visual e a música da versão Wii U como "indiscutivelmente os melhores" da série.  Tim Turi ( Game Informer ) escreveu que "As faixas orquestradas evocam Mario Galaxy da melhor maneira."  Mark Walton ( GameSpot )  e Chris Scullion ( Computer and Video Games )  destacaram o nível "Dessert Ruins" com tema de doces como um destaque visual. No entanto, Turi notou cenas "ultra-comprimidas" na versão 3DS.  Vince Ingenito ( IGN ) foi favorável à direção de arte "agradável" e à taxa de quadros estável, mas criticou a paleta de cores "suave".  Roger Hargreaves ( Metro ) afirmou que os designs "imaginativos" e "cenários espetaculares" o mantiveram "interessado em saber o que vem a seguir".  Chris Schilling ( Eugamer ) foi efusivo: "Céus azuis para sempre!" 
Fortes críticas foram dirigidas ao esquema de controle do jogo, especialmente à nova mecânica de parkour. Turi "nunca sentiu bem o ritmo de correr e pular nas paredes e teve sorte de passar por seções onde era forçado".  Hargreaves,  Walton,  e Matthew Castle ( Revista Oficial da Nintendo )  concordaram. Ingenito achou problemático que Sonic tendesse a correr pelas paredes em todas as superfícies verticais próximas.  Schilling destacou o ataque multi-lock homing, escrevendo que embora geralmente funcionasse "perfeitamente bem", parecia "falhar inexplicavelmente" ocasionalmente.  Ingenito,  Turi,   e Hargreaves concordaram.  Castle lutou com o ataque teleguiado "travando tarde demais ou atacando os inimigos em uma sequência estranha".  No entanto, Justin Towell ( GamesRadar ) defendeu o esquema de controle, explicando que embora tivesse uma curva de aprendizado, ele também "moderniza a travessia ambiental" e "fornece uma rede de segurança distinta". Towell argumentou que Sonic era principalmente difícil de controlar em 2D porque existem "muitas regras sobre como Sonic reage contextualmente ao seu ambiente".  Reona Ebihara ( Famitsu ) afirmou que a capacidade de desacelerar tornou o jogo mais fácil de jogar para iniciantes.  No entanto, Turi criticou a "estranha sensação de impulso" e os saltos imprecisos de Sonic,  afirmando que alternar entre duas velocidades é "chocante" e produz "plataformas delicadas".  Schilling criticou os controles "profundamente frustrantes" como os piores da série, explicando que "Sonic é muito lento ao caminhar e muito arisco para lidar com as partes mais complicadas da plataforma ao correr".  Ingenito concordou: "Joguei muito Sonic ao longo dos anos e os controles nunca pareceram tão estranhos e inconsistentes como aqui." 

### Vendas
Durante sua semana de estreia no Reino Unido, Sonic Lost World alcançou a 11ª posição na parada de vendas de todos os formatos, mas alcançou o primeiro lugar na parada do Wii U e a 4ª posição na parada do Nintendo 3DS.  No final de 2013, a Sega havia enviado 640 mil cópias do jogo.  Em 31 de março de 2014, o jogo havia vendido 710.000 cópias,  sendo um dos jogos mais vendidos da franquia, ao lado dos dois primeiros jogos Sonic Boom, lançados um ano depois.  